# Seiche
Seiche (fra fransk) er en stående bølge i et lukket eller delvis lukket væskereservoir. Seicher kan opstå, når vinden i en periode har presset vandet op i en ende af reservoiret. Når påvirkningen ophører, vil vandet strømme tilbage i en bølgebevægelse..  Seicher og seiche-lignende fænomener er observeret i indsøer, fjorde og havområder.
Begrebet blev første gang fremført i videnskabelig sammenhæng af den schweiziske hydrolog François-Alphonse Forel i 1890, der havde observeret fænomenet i Genevesøen. Ordet kommer fra et schweizisk-fransk dialektord som betyder "at svinge frem og tilbage".